# Ленинский район (Саратов)
Ленинский район — один из шести районов Саратова, самый крупный из них. Находится в северо-западной части города и граничит на юге с Кировским, Фрунзенским, Октябрьским и Заводским районом.
Площадь района составляет 119,8 км². Население района на 1 января 2017 года составило 275,5 тыс. чел. Промышленный центр города (наряду с Заводским районом).

## История района

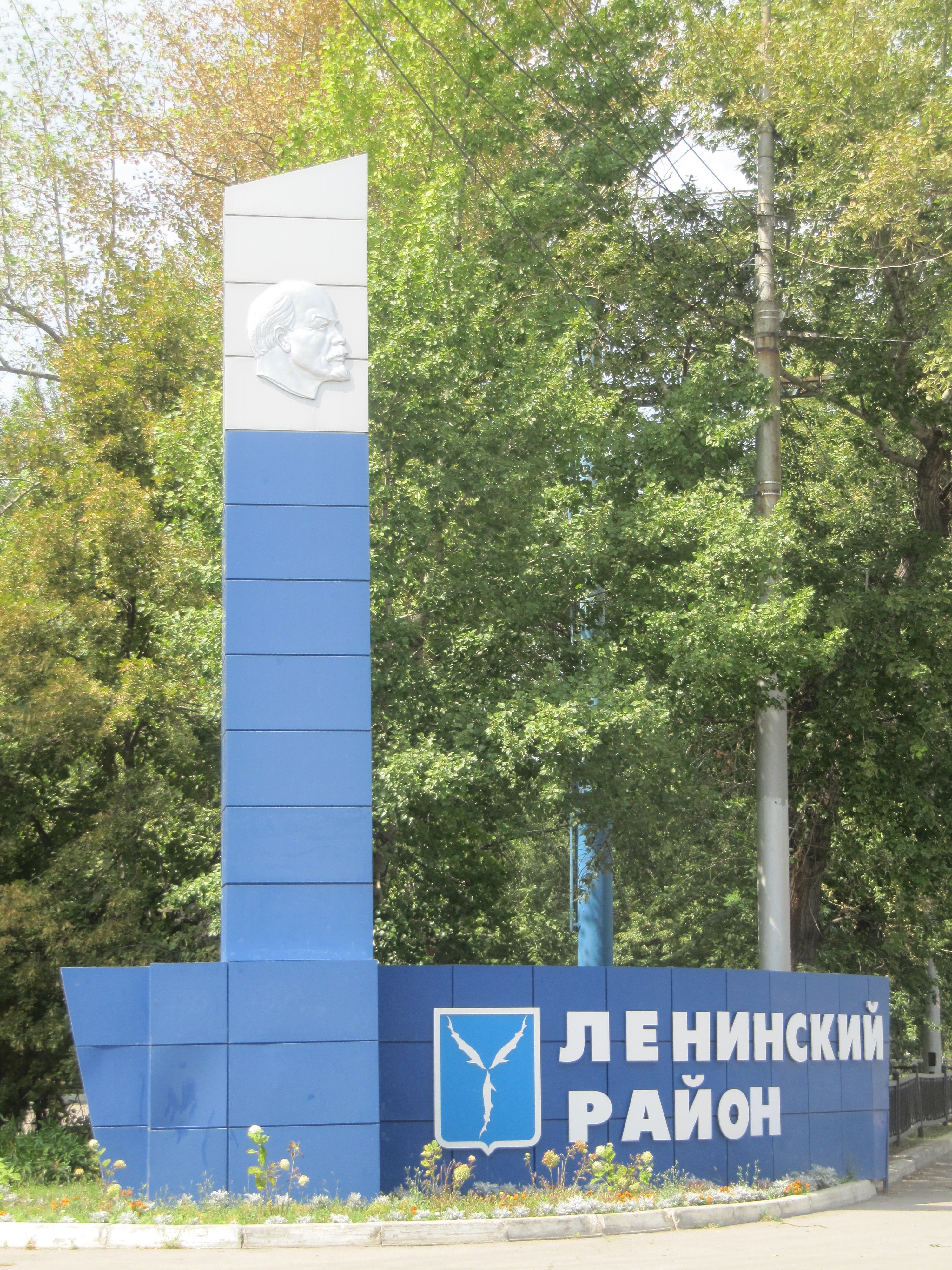
Ленинский район

2 октября 1945 года Президиум Верховного Совета РСФСР принял Указ «Об образовании Ленинского района в городе Саратове». В прошлом Ленинский район был пригородом Саратова, состоящим из дачных посёлков. С того времени сохранились названия 2-я, 3-я, 4-я Дачные, посёлки Елшанка, Поливановка. Жителей насчитывалось 32 тысячи. Вся промышленность — 6 предприятий, на которых трудилось 2300 работников. В 7 школах обучалось 2000 учащихся. Но лишь 2 детских сада и ни одной больницы. В центр города можно было добраться одним трамвайным маршрутом № 3.
В микрорайоне «Елшанка» находится первое в СССР газохранилище. 5 сентября 1942 года Совет Народных Комиссаров СССР принял постановление «Об эксплуатации природного газа Елшанского месторождения в Саратовской области и снабжении этим газом Саратовской ГРЭС». 12 сентября Бюро обкома ВКП(б) и Исполком Областного Совета приняли постановление о строительстве газопровода Елшанка — СарГРЭС. Стройку объявили ударной. Этот первый газопровод, протяжённостью 16 километров, удалось проложить в исключительно короткий срок — за полтора месяца.

Воину строителю солдату труженику (ВСО)

В предвоенные годы началось строительство Саратовского электроагрегатного производственного объединения, в 1953 году сдан в эксплуатацию Жировой комбинат, в мае 1958 года в строй действующих предприятий вступил завод технического стекла. Товары народного потребления этих предприятий — холодильники и морозильники «Саратов», полированное стекло, листовое и автомобильное стекло, хрусталь, маргариновая продукция, известны далеко за пределами России. Району, по прежнему, есть, чем гордиться. Несмотря на трудности, предприятия района активно ищут свою нишу в современной экономике. Большая часть заводов района, ранее работавших на оборонную промышленность, уже давно выпускает продукцию гражданского назначения. Так, ФГУП НПП «Алмаз» — системы индивидуального контроля уровня загазованности, ОАО «Рефлектор» — бытовую технику: табло, часы, ОАО «Элмаш» бытовую электротехнику, ОАО «НПП «Контакт» — оборудование для энергетиков.

## Население
| 1959     | 1970     | 1979     | 1989     | 2002     | 2009     | 2010     |
| -------- | -------- | -------- | -------- | -------- | -------- | -------- |
| 75 610   | ↗183 617 | ↗219 929 | ↗265 971 | ↗275 219 | ↘262 412 | ↗269 994 |
| 2012     | 2013     | 2014     | 2015     | 2016     | 2017     | 2018     |
| ↘269 949 | ↗270 772 | ↗271 970 | ↗273 366 | ↗274 668 | ↗275 491 | ↗276 341 |
| 2019     | 2020     | 2021     |          |          |          |          |
| ↘274 692 | ↘274 058 | ↗302 303 |          |          |          |          |

## Социальная сфера

### Образование
В районе действуют общеобразовательные школы, лицеи и гимназии.
1. Вечерняя (сменная) школа № 10 (недоступная ссылка)
2. Вечерняя (сменная) школа № 35
3. Лицей № 36
4. Средняя школа № 41
5. Средняя школа № 44
6. Средняя школа № 46
7. Лицей № 47
8. Средняя школа № 48
9. Средняя школа № 49
10. Лицей № 50
11. Средняя школа № 52
12. Средняя школа № 55
13. Средняя  школа № 56 с углубленным изучением отдельных предметов
14. Средняя школа № 57
15. Средняя школа № 60
16. Средняя школа № 61 — образовательный комплекс
17. Средняя школа № 63 с углубленным изучением отдельных предметов
18. Основная школа № 64
19. Основная школа № 69
20. Средняя школа № 72
21. Средняя школа № 75
22. Средняя школа № 76
23. Средняя школа № 86
24. Гимназия № 87
25. Гимназия № 89
26. Средняя школа № 94
27. Средняя школа № 100
28. Средняя школа № 101
29. Средняя школа № 102
30. Средняя школа № 103
31. Средняя школа № 105
32. Гимназия № 108
33. Медико-биологический лицей

В 17 школах открыты гимназические классы. В районе успешно работают школы с художественно-эстетическим направлением.
В районе 69 дошкольных образовательных учреждений, из них 10 комплексов «Детский сад — начальная школа», 28 специализированных дошкольных учреждений, в которых функционируют группы для детей, имеющих отклонения в развитии.
Широко развита сеть учреждений дополнительного образования.
Гордость района — Центр детского творчества. В посёлке Солнечный открыт Дом детского творчества.
В районе работает 32 подростковых клуба, в 22 из которых действуют спортивные секции. Интересы у их посетителей самые разные: настольный теннис, шахматы, шашки, аэробика, футбол.

### Спорт
Для жителей района создана прекрасная материальная база: 54 спортивных зала, 3 бассейна, 2 стадиона, великолепный теннисный центр. Спортивно-массовую работу организуют и проводят около 500 работников специалистов. Это чрезвычайно мало для столь большого количества человек, проживающих в этом районе.

### Культура
В Саратовском областном центре народного творчества имени Руслановой Л.А.(ДК «Техстекло») кроме множества школ танца обитает «Театр русской комедии».
Есть ДК «Россия», ДК «Элвис», дом кино «Саратов» и клуб «Строитель». Центр детского творчества, дом детского творчества «Солнечный», детские оздоровительно-образовательные центры «Звездочка» и «Мечта».
Действует множество музыкальных школ, библиотек (филиалы №7, 10, 12, 19, 20, 23/36, 33, 34, 37, 41/42, 44).

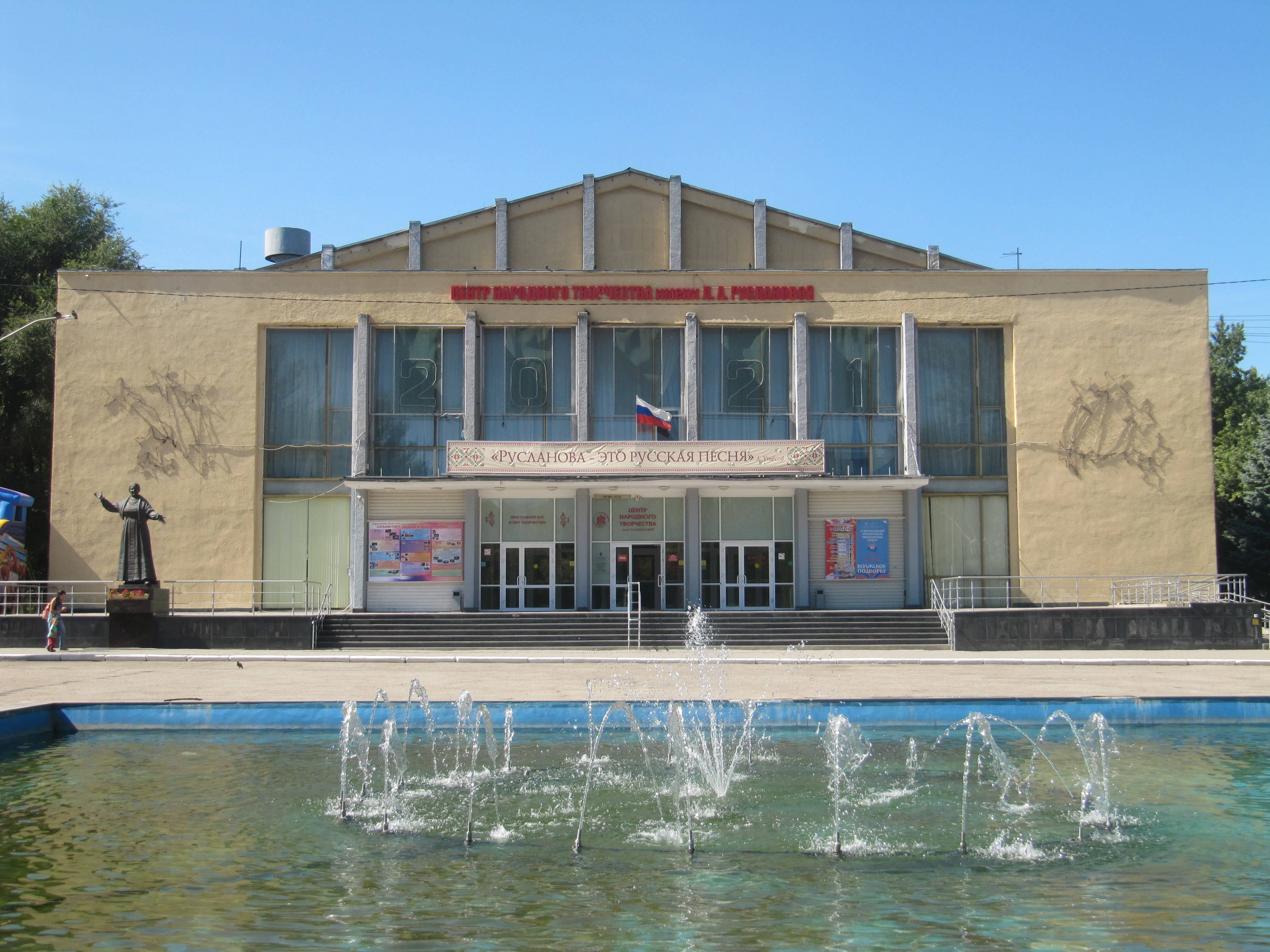
Центр народного творчества им. Руслановой Л.А.
Памятник Лидии Руслановой
Скульптурная группа возле Центра народного творчества

### Здравоохранение
В районе 24 учреждения здравоохранения. На 6-й Дачной находится современный реабилитационный центр областного госпиталя ветеранов войны и труда. На улице Гвардейской — Саратовская городская клиническая больница № 6 имени академика В. Н. Кошелева. По адресу улица им. Тархова С.Ф., д. 7 "а" находится стационар медицинской организации ГУЗ "Саратовская городская детская больница №7", поликлиники организации расположены по пр. Строителей 28/1 и ул. Ламповая, 4.

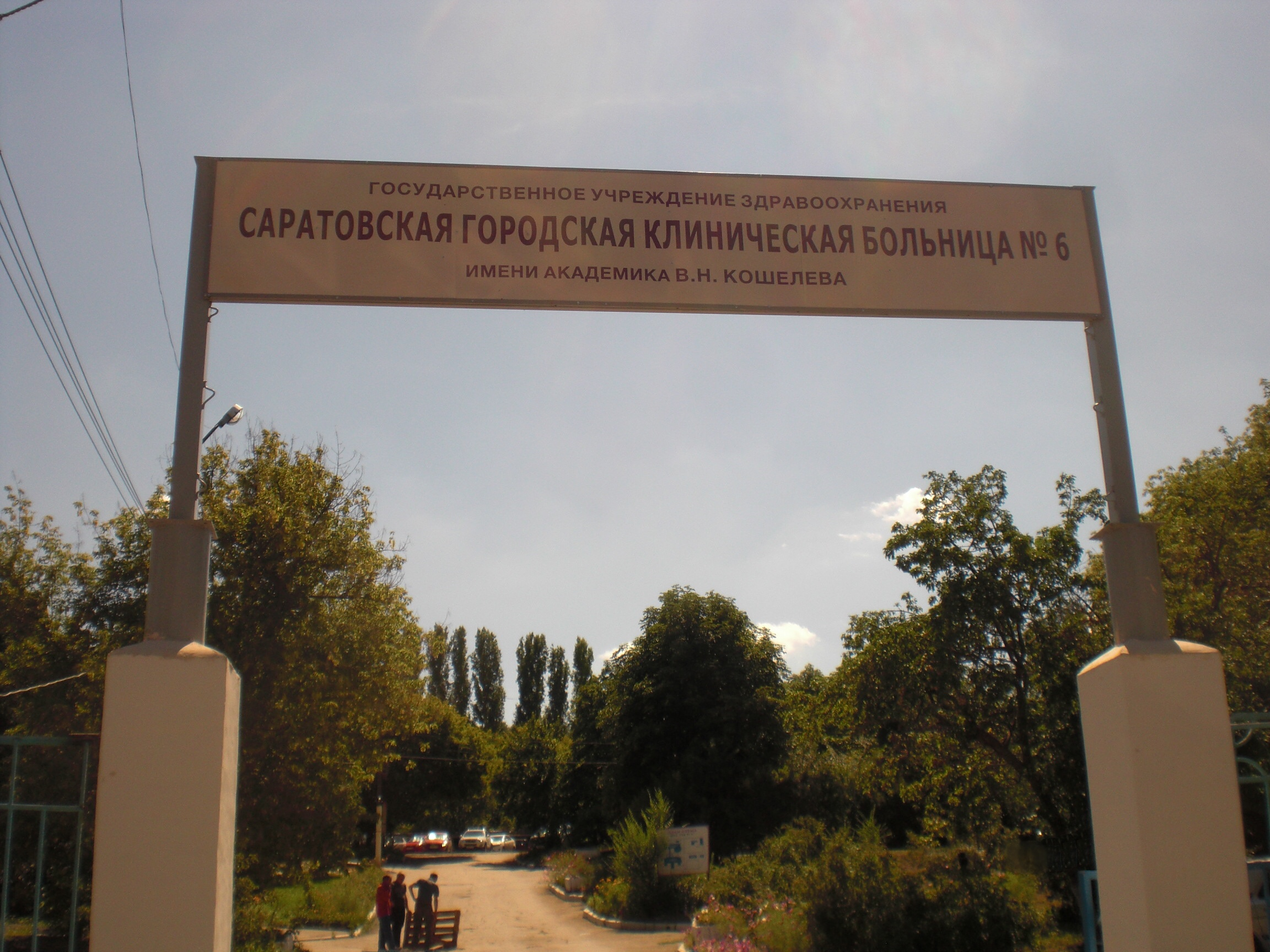
Вывеска на входе в больницу им.В.Н. Кошелева
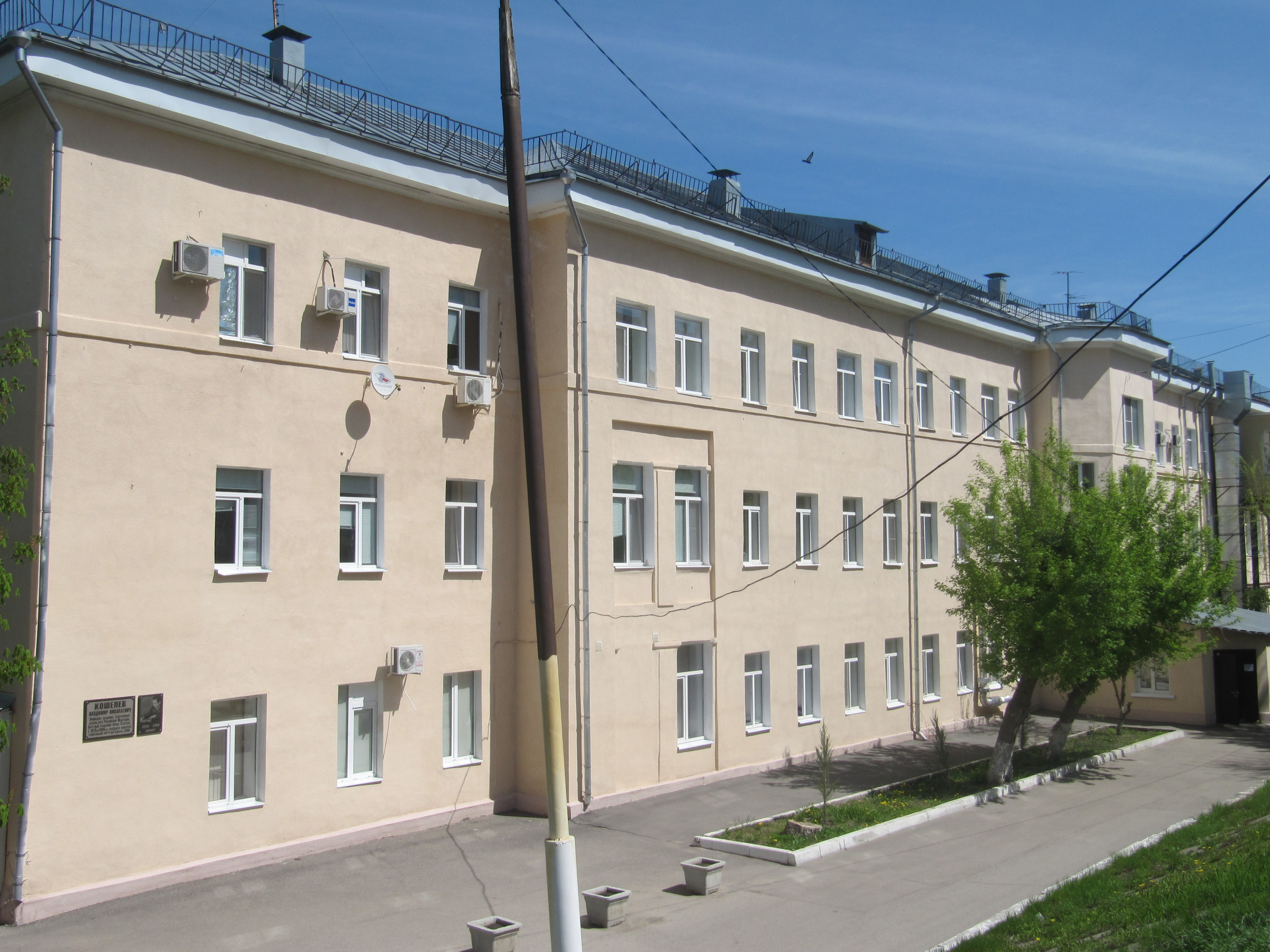
Городская клиническая больница № 6 им.В.Н. Кошелева
Памятная плита на больнице им.В.Н. Кошелева

### Ипподром
Уникальное предприятие Саратовской области — ипподром. В конюшнях ипподрома содержат более 200 голов орловских, русских, американских рысаков. Их поставляет Еланский конный завод Самойловского района, Петровский конный завод, фермы Марксовского района.

### Память о ВОВ
9 улиц района носят имя героев Советского Союза: Панфилова, Тархова, Космодемьянской, Чемодурова, Куприянова, Уфимцева, Батавина, Благодарова, Загороднева.
Сегодня в Ленинском районе живут более полутора тысяч ветеранов Великой Отечественной войны. Активно работает Совет ветеранов войны, труда, вооружённых сил, правоохранительных органов, который возглавляла председатель — Мушта Г. А.

Памятник Клочкову В.Г. (ул. Международная 24)
Памятник Зое Космодемьянской у школы № 72

### Памятники Ленинского района

Орлёнок у Дворца пионеров
Бабушкин А.М. Аллея героев пограничников
Памятник Воинам-интернационалистам

### Мозаики на стенах зданий

Мозаика «Саратов и его жители»
Мозаика «Москва Олимпиада 1980»
Мозаика «1945-1980»
Мозаика «Дружба народов»

## Промышленность
В районе расположено 68 крупных и средних промышленных предприятий, 70 % которых работают рентабельно.
Пять предприятий района являются членами областного «Клуба миллиардеров» (предприятия, чья годовая выручка превышает 1 млрд рублей). Это Саратовстройстекло, Саратовский жировой комбинат, СЭПО-ЗЭМ, АО «НПП „Алмаз“», АО «НПП „Контакт“» и ООО «Газпромтрансгаз - Саратов».
Число предприятий и организаций — всего — 5514 единиц. В том числе:
- федеральной собственности — 63
- собственности субъектов РФ −30
- муниципальной собственности — 165
- собственность общественных объединений — 192
- частная собственность — 3952
- собственность потребкооперации — 2
- иностранная — 2
- совместная российская и иностранная — 18
- смешанная — 79

## Торговля и общественное питание
Всего в районе насчитывается 608 стационарных магазинов. Из них продовольственных — 396, промтоварных — 212.
Предприятий оптовой торговли — 156, продовольственных рынков — 19, промтоварных рынков — 3, торговых рядов — 3.
Предприятий общественного питания — 192.
Предприятий бытового обслуживания — 264.

## Администрация
Администрация Ленинского района находится по адресу: ул. Международная 1 ( на Площади Ленина). Рядом с ней в сквере установлен памятник Ленину В.И.

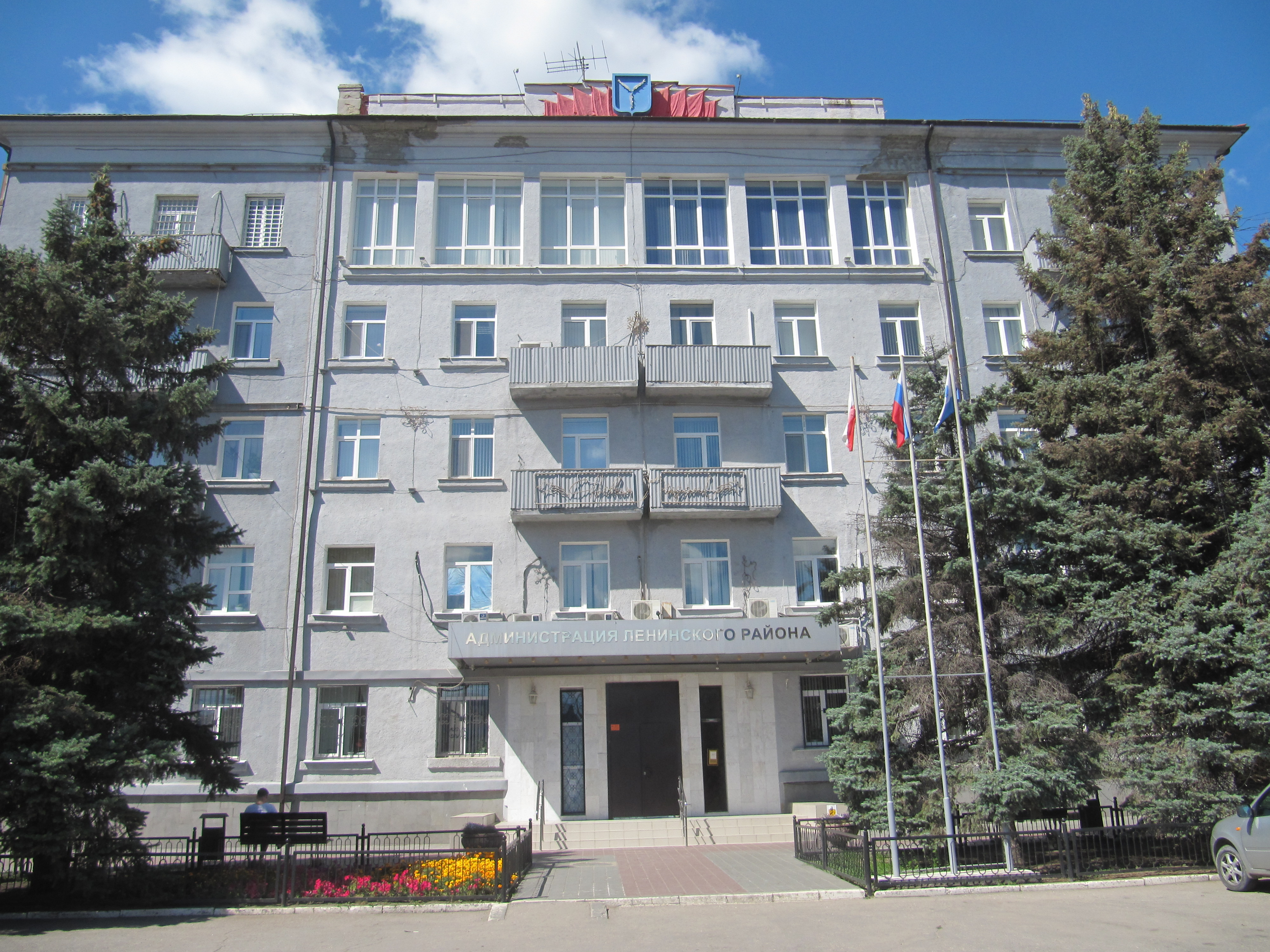
Администрация Ленинского района
Памятник Ленину на площади Ленина